# Urostachya
Urostachya é um género botânico pertencente à família das orquídeas (Orchidaceae).